# Fed Cup 2007

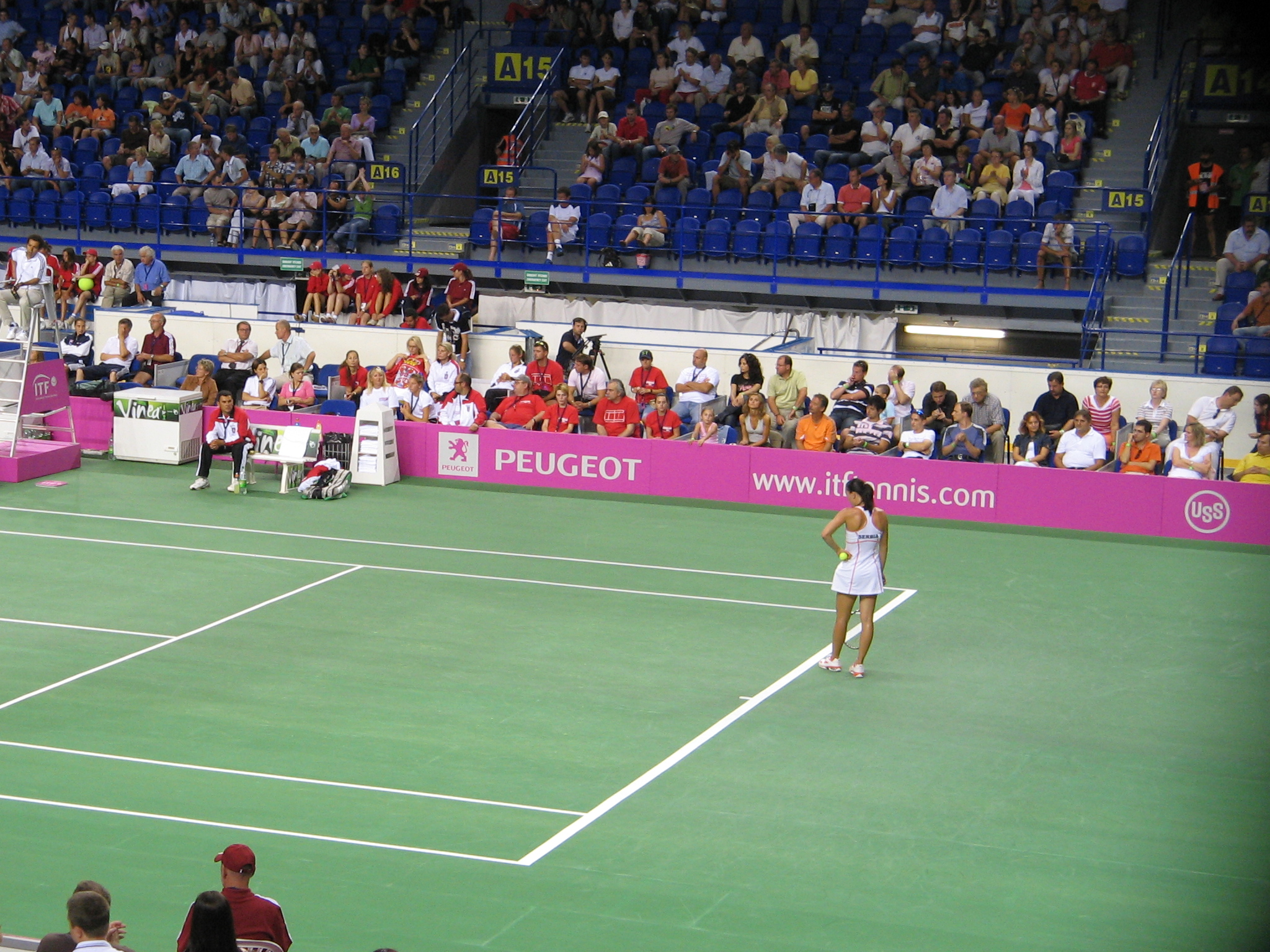
Jelena Janković jugando para Serbia en la Fed Cup de Košice, Slovakia. El 14 de julio de 2007.

La Fed Cup 2007 corresponde a la 45ª edición del torneo de tenis femenino más importante por naciones. 8 equipos participaron en el Grupo Mundial.

## Grupo Mundial
| Equipos participantes | Equipos participantes | Equipos participantes | Equipos participantes |
| Bélgica               | China                 | Francia               | Italia                |
| Japón                 | Rusia                 | España                | Estados Unidos        |
| --------------------- | --------------------- | --------------------- | --------------------- |

## Eliminatorias
|  | Cuartos de final | Cuartos de final |        |                | Semifinales | Semifinales |  |       | Final               | Final               |  |
|  | 21-22 abril      | 21-22 abril      |        |                | 14-15 julio | 14-15 julio |  |       | 15-16 de septiembre | 15-16 de septiembre |  |
|  |                  |                  |        |                |             |             |  |       |                     |                     |  |
|  |                  |                  |        |                |             |             |  |       |                     |                     |  |
|  | Bélgica          | 0                |        |                |             |             |  |       |                     |                     |  |
|  | Bélgica          | 0                |        |                |             |             |  |       |                     |                     |  |
|  | Estados Unidos   | 5                |        |                |             |             |  |       |                     |                     |  |
|  | Estados Unidos   | 5                |        | Estados Unidos | 2           |             |  |       |                     |                     |  |
|  |                  |                  |        | Estados Unidos | 2           |             |  |       |                     |                     |  |
|  |                  |                  | Rusia  | 3              |             |             |  |       |                     |                     |  |
|  | Rusia            | 5                | Rusia  | 3              |             |             |  |       |                     |                     |  |
|  | Rusia            | 5                |        |                |             |             |  |       |                     |                     |  |
|  | España           | 0                |        |                |             |             |  |       |                     |                     |  |
|  | España           | 0                |        |                |             |             |  | Rusia | 4                   |                     |  |
|  |                  |                  |        |                |             |             |  | Rusia | 4                   |                     |  |
|  |                  |                  | Italia | 0              |             |             |  |       |                     |                     |  |
|  | Japón            | 0                | Italia | 0              |             |             |  |       |                     |                     |  |
|  | Japón            | 0                |        |                |             |             |  |       |                     |                     |  |
|  | Francia          | 5                |        |                |             |             |  |       |                     |                     |  |
|  | Francia          | 5                |        | Francia        | 2           |             |  |       |                     |                     |  |
|  |                  |                  |        | Francia        | 2           |             |  |       |                     |                     |  |
|  |                  |                  | Italia | 3              |             |             |  |       |                     |                     |  |
|  | China            | 0                | Italia | 3              |             |             |  |       |                     |                     |  |
|  | China            | 0                |        |                |             |             |  |       |                     |                     |  |
|  | Italia           | 5                |        |                |             |             |  |       |                     |                     |  |
|  | Italia           | 5                |        |                |             |             |  |       |                     |                     |  |
|  |                  |                  |        |                |             |             |  |       |                     |                     |  |

- En cursiva equipos que juegan de local.
- Los perdedores de la primera ronda, juegan contra los que se clasifican en el grupo mundial.

### Final
| Palacio de los Deportes Luzhnikí, Moscú, Rusia 15 al 16 de septiembre de 2007 |                   |                               |           |   |   |  |  |  |  |
| \| 1 \| \| Anna Chakvetadze \| 6 \| 4 \| 6 \| \| \| \| \| \| 1 \| \| Francesca Schiavone \| 4 \| 6 \| 4 \| \| \| \| \| \| 2 \| \| Svetlana Kuznetsova \| 6 \| 6 \| \| \| \| \| \| \| 2 \| \| Mara Santangelo \| 1 \| 2 \| \| \| \| \| \| \| 3 \| \| Svetlana Kuznetsova \| 4 \| 7 \| 7 \| \| \| \| \| \| 3 \| \| Francesca Schiavone \| 6 \| 6 \| 5 \| \| \| \| \| \| 4 \| \| Elena Vesnina \| 6 \| 6 \| \| \| \| \| \| \| 4 \| \| Mara Santangelo \| 2 \| 4 \| \| \| \| \| \| \| 5 \| \| Nadia Petrova-Elena Vesnina \| no \| \| \| \| \| \| \| \| 5 \| \| Mara Santangelo-Roberta Vinci \| disputado \| \| \| \| \| \| \| |                   |                               |           |   |   |  |  |  |  |
| 1 | Bandera de Rusia  | Anna Chakvetadze              | 6         | 4 | 6 |  |  |  |  |
| 1 | Bandera de Italia | Francesca Schiavone           | 4         | 6 | 4 |  |  |  |  |
| 2 | Bandera de Rusia  | Svetlana Kuznetsova           | 6         | 6 |   |  |  |  |  |
| 2 | Bandera de Italia | Mara Santangelo               | 1         | 2 |   |  |  |  |  |
| 3 | Bandera de Rusia  | Svetlana Kuznetsova           | 4         | 7 | 7 |  |  |  |  |
| 3 | Bandera de Italia | Francesca Schiavone           | 6         | 6 | 5 |  |  |  |  |
| 4 | Bandera de Rusia  | Elena Vesnina                 | 6         | 6 |   |  |  |  |  |
| 4 | Bandera de Italia | Mara Santangelo               | 2         | 4 |   |  |  |  |  |
| 5 | Bandera de Rusia  | Nadia Petrova-Elena Vesnina   | no        |   |   |  |  |  |  |
| 5 | Bandera de Italia | Mara Santangelo-Roberta Vinci | disputado |   |   |  |  |  |  |

## Repesca Grupo Mundial de 2007
La repesca del Grupo Mundial de 2007 de Copa Fed se disputó los días 14 y 15 de julio de 2007, y los resultados de esta fase se detallan en el siguiente esquema:
| Sede de la confrontación | Superficie     | Ganador  | Marcador | Perdedor        |
| ------------------------ | -------------- | -------- | -------- | --------------- |
| Linz                     | Arcilla        | Israel   | 4–1      | Austria         |
| Knokke-Heist             | Arcilla        | China    | 4–1      | Bélgica         |
| Aichi                    | Indoor moqueta | Alemania | 3–2      | Japón           |
| Palafrugell              | Arcilla        | España   | 4–1      | República Checa |

## Grupo Mundial 2
El Grupo Mundial 2 de la Copa Fed se disputó los días 21 y 22 de abril de 2007, y los resultados de esta fase se detallan en el siguiente esquema:
| Sede de la confrontación | Superficie     | Ganador         | Marcador | Perdedor   |
| ------------------------ | -------------- | --------------- | -------- | ---------- |
| Bratislava               | Arcilla        | República Checa | 5–0      | Eslovaquia |
| Fürth                    | Arcilla        | Alemania        | 4–1      | Croacia    |
| Kamloops                 | Indoor moqueta | Israel          | 3-2      | Canadá     |
| Dornbirn                 | Indoot Arcilla | Austria         | 4–1      | Australia  |

## Repesca Grupo Mundial 2 de 2007
La repesca del Grupo Mundial 2 de 2007 de Copa Fed se disputó los días 14 y 15 de julio de 2007, y los resultados de esta fase se detallan en el siguiente esquema:
| Sede de la confrontación | Superficie  | Ganador    | Marcador | Perdedor     |
| ------------------------ | ----------- | ---------- | -------- | ------------ |
| Ashmore                  | Dura        | Ucrania    | 4–1      | Australia    |
| Córdoba                  | Arcilla     | Argentina  | 4–1      | Canadá       |
| Split                    | Arcilla     | Croacia    | 3-2      | China Taipéi |
| Košice                   | Indoor dura | Eslovaquia | 4–1      | Serbia       |

## Zona Americana

### Grupo 1
- Argentina — promocionado a repesca del Grupo Mundial 2.
- Brasil
- Chile - relegado al Grupo 2 en 2008.
- Colombia
- República Dominicana - relegado al Grupo 2 en 2008.
- México
- Puerto Rico

### Grupo 2
- Barbados
- Bermudas
- Bolivia
- Ecuador
- Guatemala
- Honduras
- Paraguay — promocionado al Grupo 1 en 2008.
- Trinidad y Tobago
- Uruguay — promocionado al Grupo 1 en 2008.

## Zona Asia/Oceanía

### Grupo 1
- China Taipéi — promocionado a repesca del Grupo Mundial 2.
- Hong Kong
- India
- Jordania
- Kazajistán
- Nueva Zelanda
- Singapur
- Corea del Sur
- Tailandia
- Uzbekistán

## Zona Europa/África

### Grupo 1
- Bielorrusia
- Bulgaria
- Dinamarca
- Estonia - relegado al Grupo 2 en 2008.
- Reino Unido
- Hungría
- Lituania - relegado al Grupo 2 en 2008.
- Luxemburgo
- Países Bajos
- Polonia
- Rumania
- Serbia — promocionado a repesca del Grupo Mundial 2.
- Eslovenia
- Suecia
- Suiza
- Ucrania — promocionado a repesca del Grupo Mundial 2.

### Grupo 2
- Bosnia y Herzegovina
- Finlandia - relegado al Grupo 3 en 2008.
- Georgia — promocionado al Grupo 1 en 2008.
- Grecia
- Noruega - relegado al Grupo 3 en 2008.
- Portugal — promocionado al Grupo 1 en 2008.
- Sudáfrica

### Grupo 3
- Azerbaiyán
- Egipto
- Irlanda — promocionado al Grupo 2 en 2008.
- Letonia
- Liechtenstein
- Malta
- Mauricio
- Moldavia
- Montenegro
- Turquía — promocionado al Grupo 2 en 2008.